# (10321) Rampo
(10321) Rampo – planetoida z pasa głównego asteroid okrążająca Słońce w ciągu 3 lat i 201 dni w średniej odległości 2,33 j.a. Została odkryta 26 października 1990 roku w Geisei Observatory przez Tsutomu Seki. Nazwa planetoidy pochodzi od Rampo Edogawy (1894-1965, urodzonego jako Hirai Tarō), japońskiego pisarza i krytyka. Przed nadaniem nazwy planetoida nosiła oznaczenie tymczasowe (10321) 1990 UN2.